# Glencoe (Kentucky)
Glencoe è un comune degli Stati Uniti d'America, situato nello Stato del Kentucky, nella contea di Gallatin.